# Теодорович, Иван Михайлович
Иван Михайлович Теодорович (6 июня 1923, Тересполь, Польша — 11 марта 2000, Черновцы) — советский историк, ведущий исследователь Первой мировой войны, доктор исторических наук (1972), профессор.

## Биография
Родился 6 июня 1923 года в Тересполе, Вторая Речь Посполитая. Окончил Перемышлянскую гимназию. На фронт Второй мировой войны не попал из-за парализа руки. В 1949 году окончил Львовский университет. В том же году поступил в аспирантуру на кафедру новой истории стран Востока того же вуза.
В 1953 защитил кандидатскую диссертацию на тему: "Польский вопрос в политике империалистических государств в последний год первой мировой войны" С 1952 года старший преподаватель кафедры всеобщей истории Черновицкого университета. С 1958 года доцент. Заведующий кафедрой всеобщей истории 1960-1966 и с 1971-1986. В 1972 году защитил докторскую диссертацию на тему: "Захватническая политика Германии и Австро-Венгрии на Востоке в 1914-1918 гг."
Уволен из университета в 1999 году. Умер 11 марта 2000 в Черновцах. Похоронен на Центральном кладбище.